# Зоша Мамет
Зоша Мамет ( /ˈzɒʃə ˈmæmɪt/, рођена 2. фебруара 1988.)  америчка је глумица и музичарка. Она се пробила улогом Шошане Шапиро у ХБО серији Девојке .
Мамет је такође глумила Ени Мурадијан у ХБО Макс серијиСтјуардеса, и Пампинеју у Нетфликс серији Декамерон.

## Рани живот
Мамет је ћерка америчког драмског писца, есејисте, сценаристе и филмског редитеља Дејвида Мамета и глумице Линдзи Крауз. Њен отац је унук пољских Јевреја и она каже да јој је име пољско и руско. Отац јој је Јевреј, а мајка будисткиња. Мамет се такође идентификује као Јеврејка.Њен деда по мајци био је драматург Расел Краус, прадеда по мајци био је васпитач Џон Ерскин. Има сестру Вилу, која је певачица, полусестру Клару, такође глумицу и редитељку и полубрата Ноа. Живела је у Новој Енглеској до пете године када се њена мајка преселила у Пацифичке Палисаде у Калифорнији, са Вилом и Зошом.  По завршетку средње школе, Мамет је одлучила да се бави глумом уместо да иде на колеџ.

## Каријера
Године 2012, Мамет је одабрана да глуми Џад Апатоу у ХБО серији Девојке .

### Музика
Мамет има бенд под називом Чача.

### Гласовна глума
Мамет је позајмила глас за аудио књигу Дивљи детектив аутора Џонатана Летема. Мамет је позајмљивала гласове и у филмовима Звезда против сила зла, Редовна емисија и Симпсонови.

## Лични живот
Мамет је почела да излази са глумцем Еваном Јонигкејтом 2013. Венчали су се у октобру 2016.
На Конференцији креатора 2017, Мамет је извела монолог у којем је описала своје искуство живота са недијагностикованом дисфункцијом карличног дна у трајању од шест година.

## Филмографија

### Филм
| Година | Наслов                             | Улога               | Напомене    |
| ------ | ---------------------------------- | ------------------- | ----------- |
| 1997   | Колин Фиц је жив!                  | Залутали обожавалац |             |
| 2004   | Спартанац                          | Бедуинка            |             |
| 2009   | Полуистина                         | Девојка             | Кратки филм |
| 2009   | Са ивице                           | Џени                |             |
| 2010   | Деца су у праву                    | Саша                |             |
| 2010   | Чери                               | Дарси               |             |
| 2010   | Гринберг                           | Девојка на журци    |             |
| 2011   | Зекан: Људски највољенији предатор | Кћи                 | Кратки филм |
| 2012   | Приче за залазак сунца             | Бетани              |             |
| 2012   | Римује се са бананом               | Зи                  |             |
| 2013   | Последњи чувари                    | Реа Карвер          |             |
| 2015   | Крвареће срце                      | Шива                |             |
| 2016   | Јазавичар                          | Зои                 |             |
| 2016   | Милдред и умирући салон            | Милдред             | Кратки филм |
| 2016   | Суверенитет                        | Пени                |             |
| 2016   | Лезилебовићи у Блуму               | Клео                |             |
| 2017   | The Boy Downstairs                 | Дијана              |             |
| 2018   | Under the Silver Lake              | Трој                |             |
| 2022   | Заједно сами                       | Маргарет            |             |
| 2023   | Моли и Макс убудуће                | Моли                |             |
| 2023   | Тролови се групишу                 | Кримп (глас)        |             |
| 2024   | Мадам Веб                          | Амариа              |             |
| TBA    | Дарија                             | Грета               | Снима се    |

### Позориште
| Година | Наслов          | Улога        | драматург          | Место одржавања                                      | Реф.   |
| ------ | --------------- | ------------ | ------------------ | ---------------------------------------------------- | ------ |
| 2013   | Стварно стварно | Леј          | Пол Даунс Колајацо | Лусил Лортел сцена, ван-Бродвеја                     | [ 13 ] |
| 2013   | Ујка Вања       | Софија       | Антон Чехов        | Позориште Џејмс Бриџис, Лос Анђелес                  | [ 14 ] |
| 2013   | Злочини срца    | Бејб Ботрели | Бет Хенли          | Позориште Жир, ван Бродвеја                          | [ 15 ] |
| 2017   | Ковитлац        | Триш         | Хамиш Линклатер    | Елис Грифин, Позориште Кутија за накит, ван Бродвеја | [ 16 ] |

## Награде и номинације
| Година | Удружење                                     | Категорија                                      | Пројекат   | Резултат   | Реф.   |
| ------ | -------------------------------------------- | ----------------------------------------------- | ---------- | ---------- | ------ |
| 2017   | Награда Удружења за онлајн филм и телевизију | Најбоља споредна глумица у хумористичној серији | Девојке    | Номинација | [ 17 ] |
| 2021   | Награда Удружења филмских глумаца            | Изванредан ансамбл у хумористичној серији       | Стјуардеса | Номинација | [ 18 ] |